# Mixopsis pulverata
Mixopsis pulverata är en fjärilsart som beskrevs av W. Warren 1904. Mixopsis pulverata ingår i släktet Mixopsis och familjen mätare. Inga underarter finns listade i Catalogue of Life.